# Gadancourt
Gadancourt era una comuna francesa situada en el departamento de Valle del Oise, de la región de Isla de Francia, que el 1 de enero de 2018 fue suprimida al fusionarse con la comuna de Avernes, formando la comuna nueva de Avernes.

## Demografía
| Gráfica de evolución demográfica de Gadancourt entre 1800 y 2014 |
|                                                                  |

Los datos demográficos contemplados en este gráfico de la comuna de Gadancourt se han cogido de 1800 a 1999 de la página francesa EHESS/Cassini, y los demás datos de la página del INSEE.